# William George Beers
William George Beers (n. 5 mai 1843, Montréal, Imperiul Britanic – d. 26 decembrie 1900, Montréal, provincia Québec, Canada) a fost un dentist canadian care a fondat primul jurnal stomatologic din Canada și a servit ca decan fondator al Colegiului Stomatologic al provinciei Quebec. În plus, este numit „părintele lacrosse-ului modern” pentru activitatea sa de stabilire a primului set de reguli al acestui joc.

## Stomatologie

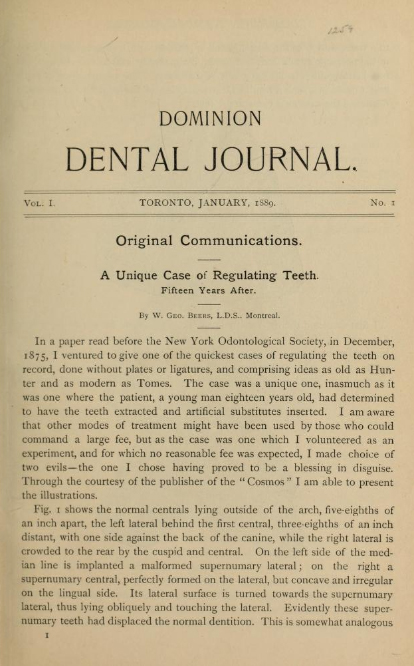
Primul număr al Dominion Dental Journal

Beers a fost un stomatolog remarcabil și de succes. După ce și-a terminat școala în 1856, Beers a terminat o ucenicie stomatologică. La începutul anilor 1860, era un dentist de succes și a început să publice articole în reviste. În 1868, a fondat prima publicație de stomatologie din Canada, Canada Journal of Dental Science. Deși această publicație a eșuat, el a ajuns să înființeze Dominion Dental Journal în 1889, care a devenit în cele din urmă Journal of the Canadian Dental Association. El a jucat un rol esențial în înființarea primului colegiu de stomatologie din Quebec - Colegiul de stomatologie din provincia Quebec, fondat în 1892, și a servit ca decan fondator. În 1896, colegiul s-a afiliat la Universitatea Bishop și mai târziu a devenit Facultatea de Stomatologie a Universității McGill. A deținut funcția de decan la Bishop, dar doar pentru o scurtă perioadă; diferențele de opinie cu privire la curriculă și preocupările cu privire la utilizarea asistenților stomatologici nepregătiți l-au determinat pe Beers să demisioneze din funcție.

## Naționalism
Beers a fost un puternic naționalist canadian. Pe lângă susținerea sa ca lacrosse-ul să devină sportul național al Canadei, crezând că va servi drept „simbol unificator pentru naționalitatea canadiană în curs de dezvoltare”, Beers a și apărat țara împotriva raidurilor Frăției feniene în 1866 și 1870.

## Lacrosse
În 1860, Beers a început să codifice primele reguli scrise ale jocului modern. Înainte de acesta, toate regulile jocului trebuiau decise înainte de fiecare joc. Unele dintre regulile stabilite de Beers stabileau dimensiunea și utilizarea unei mingi de lacrosse din cauciuc, că bastonul de lacrosse poate avea orice lungime, lungimea terenului să fie de 180 m, echipele să aibă pe teren doisprezece membri în același timp și durata unui meci până la prima echipă care atinge cinci goluri sau conduce cu trei. În procesul de standardizare a jocului, Beers a înlăturat componentele spirituale și rituale prezente în predecesorul său, jocul First Nations de baggataway.